# Battarrea
Battarrea is een geslacht van schimmels. Het geslacht was eerst ingedeeld in de familie Tulostomaceae, maar later moleculaire studies toonden aan dat het geslacht meer verwant is met Agaricaceae. De typesoort is Battarrea phalloides. Het geslacht is vernoemd naar de Italiaanse priester en naturalist Giovanni Antonio Battarra (1714-1789).

## Soorten
Volgens Index Fungorum bevat het geslacht twee soorten (peildatum oktober 2020):
| Soortnaam            | Auteur(s)      | Publicatiejaar |
| -------------------- | -------------- | -------------- |
| Battarrea arenicola  | Copel.         | 1904           |
| Battarrea phalloides | (Dicks.) Pers. | 1801           |